# 欧州海洋部隊
欧州海洋部隊（おうしゅうかいようぶたい、英語：European Maritime Force、略称：EUROMARFORまたはEMF）は、非常設の多国籍部隊。欧州海洋部隊は海軍を主体に航空戦と水陸両用作戦を遂行する能力を持つ。部隊はペータースベルク任務に定められる任務、例として海洋統制、人道的任務、平和維持活動、危機対応活動および平和執行を遂行するため1995年に編成される。当時、欧州海洋部隊は欧州連合加盟国であるフランス共和国、イタリア共和国、ポルトガル共和国およびスペインから派出された少数の人員で構成されていた。
欧州海洋部隊は欧州連合による任務を優先し、北大西洋条約機構（NATO）による任務についてヨーロッパ方面での一部としてNATO環境として配備することができる。また、これ以外にも他の国際組織の要請に応え活動することができ、例えば国際連合、欧州安全保障協力機構やこれ以外の多国籍連合体の任務も遂行できる。
作戦の性質に従い、必要に応じ部隊規模は2、3隻程度の任務群から、航空母艦を主体とする完全編成の任務部隊や護衛艦艇や支援艦艇の他に水陸両用部隊など任務達成に必要な戦力を編成することができる。各任務のために必要な部隊と機関は参加国によって一般合意される。更に、訓練目的や実世界における活動のためであれば欧州海洋部隊の非構成国からも部隊を編入することができる。
稼働命令受領後5日以内に欧州海洋部隊は稼働することができる。